# Ask på Askøy
Ask er en landsby på den østlige del af Askøy i Vestland fylke i Norge, beliggende ca. 10 km nord for Kleppestø, der er administrationsbyen i kommunen. Byen er, især i den nærliggende by Bergen, kendt for sine jordbær.
Ask er nævnt i sagaerne i forbindelse med en arvesag mellem Egil Skallagrimson og Berg-Onund på Ask. På Ask var der kongsgård og det ældste kirkested på Askøy lå også her; der var kirke fra 1200 til 1741, og stedet er nu markeret med et stenkors.
Ask gård, med gårdsnummer 1, har givet navn til Askøy.
Polarforskeren Fridtjof Nansen har boet en periode af sit liv i et hus ved Kongshaugen.
Forfatterinden Amalie Skram boede i Lien i Ask, i perioden 1876 til 1878. 
- Amalie Skram boede i Lien i Ask fra 1876 til 1878
- Fridtjof Nansen boede en periode i sit liv i en hus ved Kongshaugen i Ask

60°28′48″N 5°12′53″Ø / 60.48000°N 5.21472°Ø